# Station Rybnik Niedobczyce
Station Rybnik Niedobczyce is een spoorwegstation in de Poolse plaats Rybnik.